# Derivado financiero
Un derivado financiero o instrumento financiero es un producto financiero cuyo valor se basa en el precio de otro activo. El activo del que depende toma el nombre de activo subyacente, por ejemplo el valor de un futuro sobre el oro se basa en el precio del oro. Los subyacentes utilizados pueden ser muy diferentes, acciones, criptomonedas, índices bursátiles, valores de renta fija, tipos de interés o también materias primas.

## Características de los derivados financieros
Las características generales de los derivados financieros son las siguientes:
- Su valor cambia en respuesta a los cambios de precio del activo subyacente. Existen derivados sobre productos agrícolas y ganaderos, metales, productos energéticos, divisas, acciones, índices bursátiles, tipos de interés, etc.
- Se liquidará en una fecha futura.
- Pueden cotizarse en mercados organizados (como las bolsas) o extrabursátiles ("OTC")

## Tipología

### Dependiendo del tipo de contrato
- Operación de permuta financiera («Swaps»)
- Contratos de futuros,
- Contratos forward,
- Opciones
  - "Americana" (ejecutable durante toda la duración del contrato)
  - "Europea" (ejecutable solo al vencimiento)
- Warrants.
- Swaption

### Dependiendo de la complejidad del contrato
- Intercambio / Futuro / Opción "convencional" ("plain vanilla")
- Intercambio / Futuro / Opción "exótica" ("bermuda", "asian")

### Dependiendo del lugar de contratación y negociación
- Mercados organizados (MM.OO.) o Mercado Bursátil: este tipo de mercado se distingue porque contratos son estandarizados en plazo, vencimientos, clases de activos, tamaño del contrato y liquidación del contrato, por lo tanto, implica que existirán derivados sobre subyacentes que el mercado haya autorizado, los vencimientos y los precios de ejercicio son los mismos para todos los participantes. La transparencia de precios es mayor. Por otra parte, son negociados en mercados físicamente localizados con instalaciones y servicios para la negociación de productos.
- Over The Counter o "OTC", o Mercado Extrabursátil, son contratos hechos a la medida de las partes que contratan el derivado. Son negociados en mostrador, por lo tanto, no existe un lugar físico específico para la negociación, en el cual se pactan las operaciones directamente entre compradores y vendedores, sin que exista una contraparte central que disminuya el riesgo de crédito.

### Dependiendo del subyacente
- Financieros
  - Sobre tipo de interés
  - Sobre acciones
  - Sobre divisas
  - Sobre valores gubernamentales
  - Sobre riesgo crediticio
- No financieros
  - Sobre recursos básicos / "commodities (activos físicos)", materias primas
    - Metales
    - Cereales
    - Cítricos
    - Energía (petróleo, gas, electricidad...)
    - Otros
- Otros más:
  - Sobre condiciones climáticas
  - Sobre índices generales de precios e inflación

### Dependiendo de la finalidad
- De negociación o especulativa con el precio del subyacente.
- De cobertura. Uno de los usos de los derivados es como herramienta para disminuir los riesgos, tomando la posición opuesta en un mercado de futuros contra el activo subyacente.
- De arbitraje.

## Ejemplos
| SUBYACENTE        | TIPO DE CONTRATO      | TIPO DE CONTRATO                      | TIPO DE CONTRATO                                                 | TIPO DE CONTRATO                            | TIPO DE CONTRATO                                            |
| SUBYACENTE        | MMOO futuros          | MMOO opciones                         | Mercado Extrabursátil swap (OTC swap)                            | Mercado Extrabursátil forward (OTC forward) | Mercado Extrabursátil opciones (OTC opciones)               |
| ----------------- | --------------------- | ------------------------------------- | ---------------------------------------------------------------- | ------------------------------------------- | ----------------------------------------------------------- |
| Índice Bursátil   | Futuro sobre el IBEX  | Opción sobre el valor futuro del IBEX | Permuta Financiera (Equity swap)                                 | Back-to-back                                | n/a                                                         |
| Tipo de Interés   | Euribor futuro        | Opción sobre Euribor futuro           | Permuta financiera de tipo de interés (Interest rate swap (IRS)) | Forward rate agreement (FRA)                | Interest rate cap and floor Swaption Basis swap             |
| Bonos             | Futuro sobre bonos    | Opción sobre bonos                    | n/a                                                              | Acuerdo de recompra                         | Opción sobre bonos                                          |
| Acciones          | Futuro sobre acciones | Opción sobre acciones                 | Permuta Financiera (Equity swap)                                 | Acuerdo de recompra                         | Opción financiera (Stock option) Warrant Turbowarrants      |
| Divisas           | FX future             | Option on FX future                   | Currency swap                                                    | FX forward                                  | FX option                                                   |
| Riesgo crediticio | n/a                   | n/a                                   | Permuta de incumplimiento crediticio (Credit default swap (CDS)) | n/a                                         | Opción de incumplimiento crediticio (Credit default option) |

## Principales mercados de derivados en el mundo
- Chicago Board Of Trade o Bolsa de Comercio de Chicago.
- Chicago Mercantile Exchange o Bolsa Mercantil de Chicago.
- New York Futures Exchange.
- London International Financial Futures Exchange.
- Tokio Financial Exchange.